# نسب رودريغو دياث
نسب رودريغو دياث هو نص قصير كُتب ق. 1195م بلغة رومنسية بعد وفاة سانشو السادس ملك نافارا. احتوى النص على نسب رودريغو دياث، وسيرة ذاتية موجزة له.
اعتمد هذا النص على تاريخ رودريغو وعلى تأريخ ناجرة كمصدر، وإن كان أنطونيو أوبييتو أرتيتا أول من حقّق النص يعتقد أنه شهادة عاصرت حياة رودريغو. يُعد هذا النسب أقدم نص يحتوي على لقبي رودريغو دياث السيّد والكمبيادور. وفقًا لفرانشيسكو ريكو، فإن نسب رودريغو دياث «نُشر مقرونًا ببعض أنساب ملوك إسبانيا مُدرجةً في النسخة الأوليّة من كتاب الملوك».